# جون هودجكينسون (لاعب كريكت)
جون هودجكينسون (7 فبراير 1873 بسيدني في أستراليا - 19 نوفمبر 1939) (بالإنجليزية: John Hodgkinson)‏ هو لاعب كريكت أسترالي.

## وصلات خارجية
- جون هودجكينسون (لاعب كريكت) على موقع إي آس بي آن كريك إنفو (الإنجليزية)